# Guairá

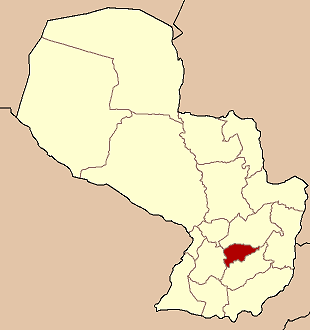
Departementets läge.

Departementets flagga.

Departementet Guairá (Departamento de Guairá) är ett av Paraguays 17 departement.

## Geografi
Guairá har en yta på cirka 3 846 km² med cirka 178 000 invånare. Befolkningstätheten är 46 invånare/km². Departementet ligger i Región Oriental (Östra regionen).
Huvudorten är Villarrica med cirka 38 000 invånare.

## Förvaltning
Distriktet förvaltas av en Gobernador och har ordningsnummer 4, ISO 3166-2-koden är "PY-4".
Departementet är underdelad i 16 distritos (distrikt):
- Borja
- Capitán Mauricio José Troche
- Coronel Martínez
- Doctor Botrell
- Félix Pérez Cardozo
- General Eugenio A. Garay
- Independencia
- Itapé
- Iturbe
- José Fasardi
- Mocayaty
- Natalicio Talavera
- Ñumí
- San Salvador
- Villarica
- Yataity del Guairá

Distrikten är sedan underdelade i municipios (kommuner).